# Xanana Gusmão
José Alexandre Gusmão, conegut com a Kay Rala Xanana Gusmão o simplement com a Xanana Gusmão (Manatuto, Timor Oriental, 1946) és un polític timorès que fou primer President, i després Primer Ministre de Timor Oriental fins al 2015.

## Joventut
Va néixer el 20 de juny de 1946 a Laleiia, una petita població de la regió de Manatuto, situada a 85 km de la capital del país, Dili. Nascut durant l'ocupació de l'illa de Timor per part de Portugal, va estudiar en un col·legi jesuïta als afores de Dili. Després de deixar el col·legi, per raons econòmiques, als setze anys va realitzar una varietat d'ocupacions no qualificades, fins que va aconseguir continuar la seva educació a l'escola secundària nocturna. El 1966 Gusmão aconseguí una posició d'empleat públic, que li permeté continuar amb la instrucció. El 1968 fou reclutat a l'exèrcit portuguès per al servei militar obligatori, hi va obtenir el rang de caporal.

## Activitat política
El 1971 va tenir un canvi radical en la seva vida, després de completar el servei militar es va comprometre amb l'organització nacionalista encapçalada per José Ramos-Horta. Els següents tres anys va participar en les protestes pacífiques contra el sistema colonial.
L'any 1974, gràcies al triomf de la Revolució dels Clavells a Portugal, el Timor Est es va descolonitzar. El govern portuguès, mitjançant l'últim governador de l'illa Mário Lemos Pires va anunciar plans per a garantir la independència de la colònia, un pla que preveia organitzar eleccions generals l'any 1978.
Durant l'any 1975 es van produir friccions internes entre dues faccions rivals al Timor Oriental. Gusmão es va implicar profundament en la facció denomenada Front Revolucionari de Timor Oriental Independent (Fretilin), i va ser arrestat i empresonat per la facció rival de la Unió Democràtica Timoresa (UDT) a mitjan d'aquell any. Prenent avantatge del desordre intern, i amb desitjos d'annexar la colònia, Indonèsia immediatament començà una campanya de desestabilització, fent incursions al territori des de Timor Occidental.
A la fi de 1975 el Fretilin va guanyar el control de Timor Oriental i Gusmão va ser alliberat. Va ser nomenat Secretari de Premsa del Fretilin, i el 28 de novembre de 1975 el seu partit va declarar la independència de l'antiga colònia portuguesa amb el nom de República Democràtica de Timor Oriental.
Nou dies després Indonèsia va envair el país, un moment en el qual es va produir un gran desordre intern. Quan Indonèsia havia format un «Govern Provisional de Timor Oriental», Gusmão es va implicar profundament en activitats de la resistència. Gràcies al seu talent d'organitzador, la resistència va guanyar molta eficàcia, el que va conduir a l'èxit del moviment. Aleshores va perdre el contacte amb la seva família fins que van poder visitar-lo per primera vegada en una presó indonesiona el 1994.
De 1990 fins a la captura per Indonèsia el 1992, Gusmão va ser actiu en la diplomàcia i en l'ús dels mitjans de comunicació i va alertar el món dels desastres de la invasió indonèsia amb la massacre ocorreguda a Santa Cruz el 12 de novembre de 1991. Va ser intervistat per molts mitjans internacionals i obtenir atenció per a la situació a Timor.
Gusmão va esdevenir a partir d'aquell moment l'objectiu principal del govern indonesi, que va iniciar una campanya per a capturar-lo, cosa que finalment va reeixir el 20 de novembre de 1992. Al maig de 1993 va ser inculpat i portat a judici per part del govern indonesi. Van inculpar-lo per l'article 108 del Codi Penal d'Indonèsia 174 (rebel·lió), la llei 12 de 1951 (possessió il·legal d'armes de foc) i l'article 106 (intent de separar part del territori, indonesià). Va ser condemnat a cadena perpètua després un judici considerat per experts internacionals com injust en no respectar els drets de la defensa. La pena va ser reduïda a vint anys a l'agost pel president Suharto.
No va ser fins al final de 1999, després de la caiguda de Suharto que va ser alliberat de la presó gràcies a les pressions exercides per Amnistia Internacional, les Nacions Unides o dignataris com Nelson Mandela.

## Presidència del país
El 30 d'agost de 1999 es realitzà un referèndum a Timor Oriental, on la gran majoria dels vots optaren per la independència de la regió. Els militars indonesis van començar una campanya de terror que va portar amb si terribles conseqüències. A pesar que el govern indonesi va negar l'ordre d'aquesta ofensiva, van ser condemnats enèrgicament per no evitar l'acció. Com a resultat de la pressió diplomàtica internacional de les Nacions Unides, i particularment dels Estats Units d'Amèrica i Austràlia, una força majorment australiana de pacificació de l'ONU va entrar a Timor Oriental i Gusmão fou alliberat. Des del seu retorn a Dili va començar una campanya de reconciliació i de reconstrucció del país.
Gusmão va ser designat per a governar juntament amb l'administració de l'ONU fins al 2002. Durant aquell temps continuà amb les campanyes per a la unitat i la pau, i gradualment fou associat com un líder de facto de la nova nació. Les eleccions presidencials del 14 abril de 2002 l'escolliren com a líder del país de manera aclaparant. D'aquesta manera va esdevenir el primer President de Timor Oriental quan formalment es va independitzar d'Indonèsia el 20 de maig de 2002. El 2007 es retirà de la presidència del país per esdevenir primer ministre. José Ramos-Horta, Premi Nobel de la Pau li va succeir com a president.
Obra
- To Resist is to Win!: The Autobiography of Xanana Gusmao with Selected Letters & Speeches (en anglès, traduït del gaol). Traducció: Sarah Niner.  Aurora Books with David Lovell Publishing, 2000. ISBN 9781863550710.
- Raising a Nation: The Speeches of Xanana Gusmão 2011-2014 (en anglès).  Longueville Media, 2015, p. 414. ISBN 9781920681999.

## Reconeixement
El 1999 fou guardonat amb el Premi Sàkharov per la Llibertat de Consciència, atorgat pel Parlament Europeu, i el 2000 amb el Premi de la Pau de Sydney pel seu «coratge i lideratge per a la independència del poble de Timor Oriental». El 3 de novembre 2000 va rebre el premi Premi Gwangju pels Drets Humans atorgat per la fundació coreana May 18 Memorial Foundation. El 2002 fou guardonat amb el Premi Nord-Sud concedit pel Consell d'Europa juntament amb la francesa Albina du Boisrouvray.